# Rue Fustel-de-Coulanges
Ne doit pas être confondu avec Rue Fustel-de-Coulanges (Massy).
La rue Fustel-de-Coulanges est une voie située dans le quartier du Val-de-Grâce du 5e arrondissement de Paris.

## Origine du nom
Cette rue tient son nom de l'historien Numa Denys Fustel de Coulanges (1830-1889) qui fut directeur de l’École normale.

## Historique
Une partie de cette voie, au droit du marché a été ouverte vers 1872 sous le nom d'« impasse Nicole ». 
En 1906, l'impasse est prolongée jusqu'à la rue Saint-Jacques avant de prendre sa dénomination actuelle par un arrêté du 24 juin 1907.